# Bellestar del Flumen

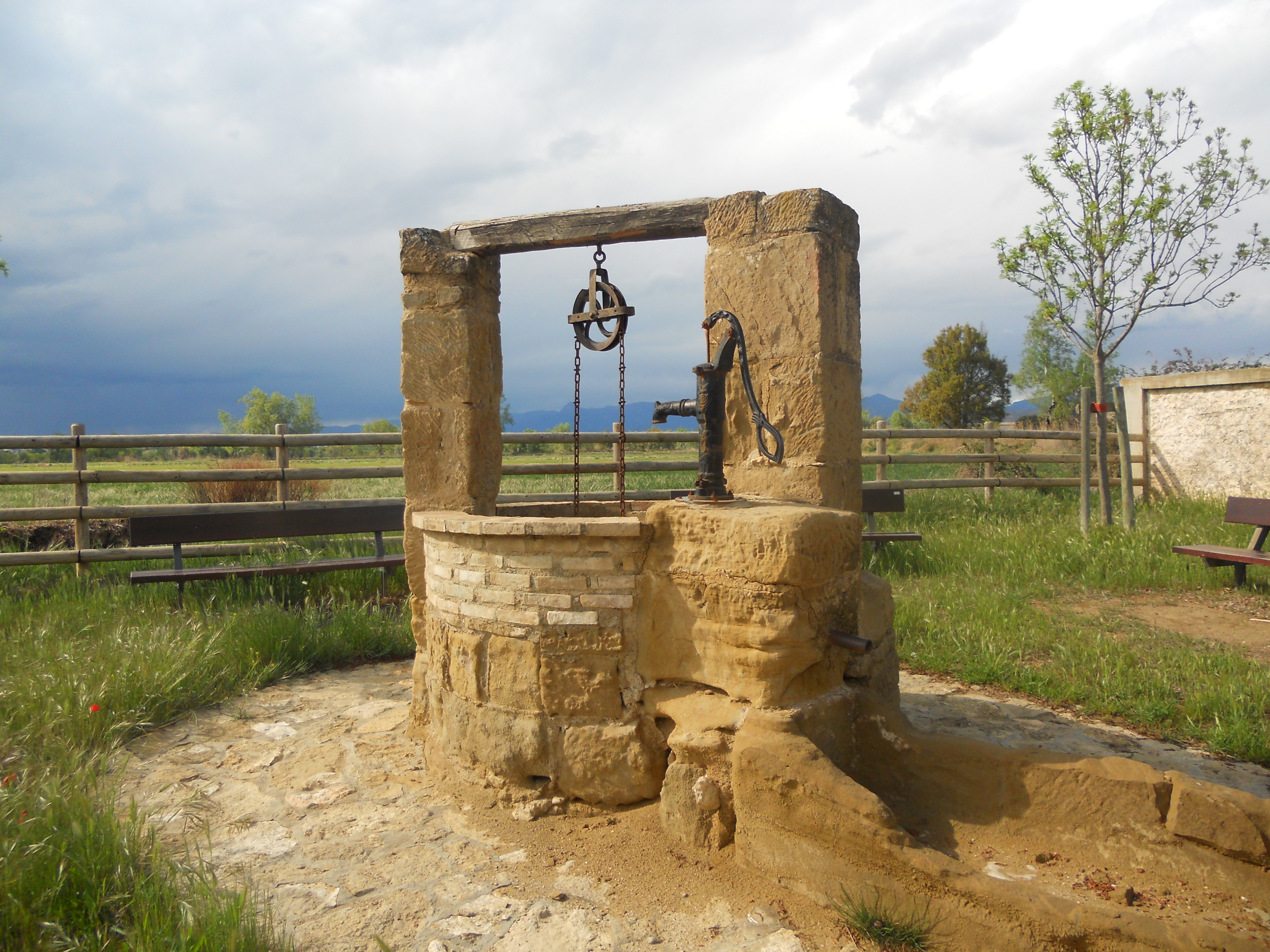
Pozo de agua en Bellestar del Flumen

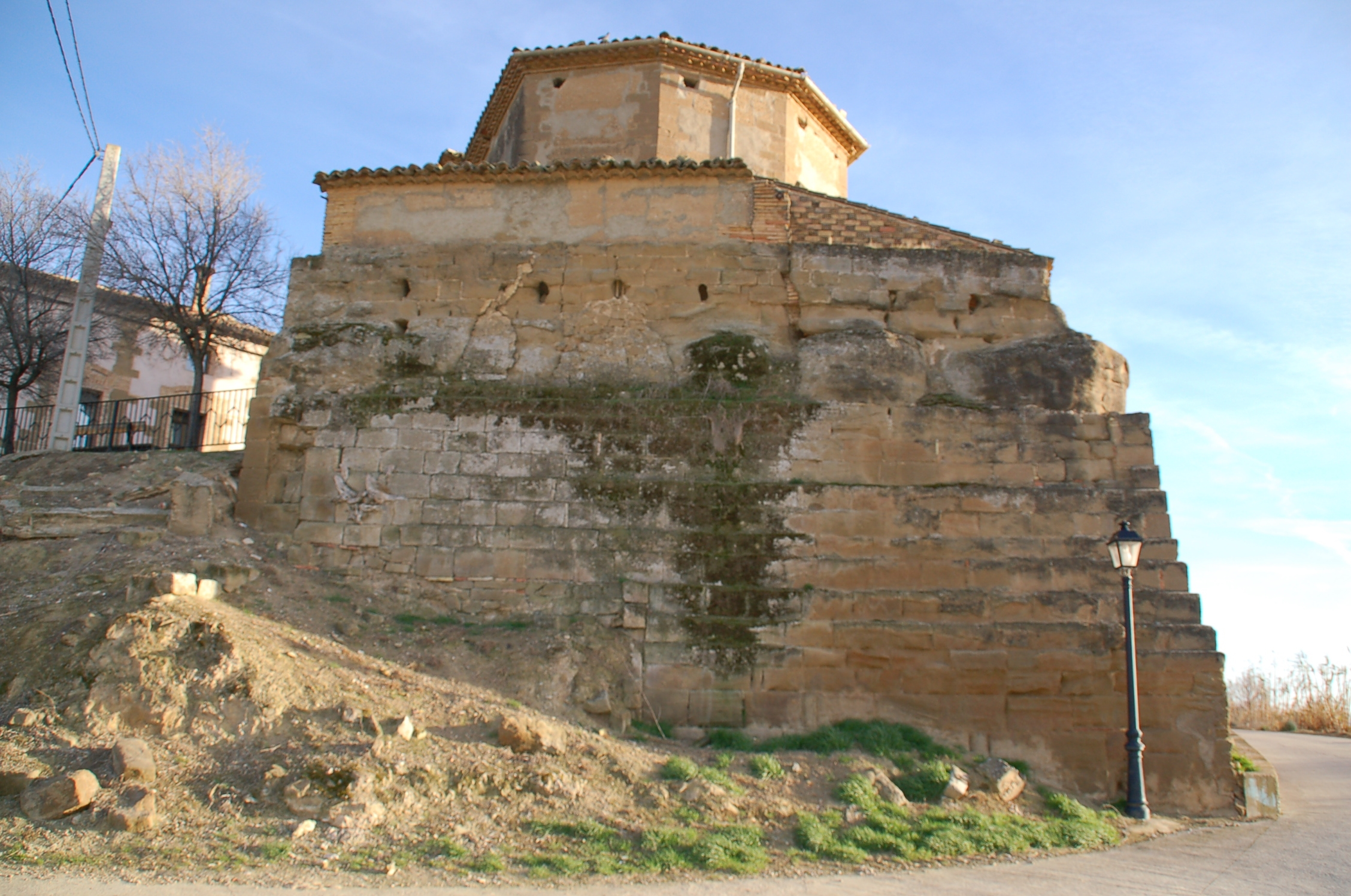
Vestigios del castillo medieval militar de Bellestar del Flumen

Bellestar del Flumen (Bellestar d'o Flumen en aragonés) es un barrio rural de la ciudad española de Huesca, situado por tanto en la comarca aragonesa de la Hoya de Huesca. El pueblo está situado a una distancia aproximada de 6 km al este de Huesca.

## Geografía
Está situado a 445 m de altitud. Su población en 2023 es de 33 habitantes. Se puede llegar a Bellestar a través de la carretera HU-V-8401.
A su alrededor encontramos una serie de pueblos situados a poca distancia, los cuales son: Tierz, Monflorite y Quicena.

## Lugares de interés

### Iglesia de San Esteban
Cuenta con una Iglesia dedicada a San Esteban, que también es el patrón de Bellestar, celebradas el 26 de diciembre.

#### Descripción del bien
Es un edificio construido con piedra sillar, tapial y ladrillo, de una nave, cabecera poligonal orientada al norte, coro alto a los pies y el campanario que no destaca en planta en el ángulo sureste. Los muros del templo, excepto la torre, están articulados por cadenas y esquinazos de sillares dispuestos a soga y tizón, que dividen y refuerzan verticalmente los paños de tapial. Los muros largos presentan recios contrafuertes escalonados que no llegan a la altura del alero.
La nave, dividida en tres tramos separados por pilastras sin capitel que sostienen la cornisa, se cubre con bóveda de lunetos y la capilla mayor con ábside de tres paños cubiertos también con bóveda de lunetos. La entrada se abre a los pies del templo, en el muro meridional, y la portada es de arco de medio punto dovelada sin decoración protegida por un tejadillo a tres aguas de reciente colocación. En esta fachada, a media altura, se abre un óculo de iluminación.

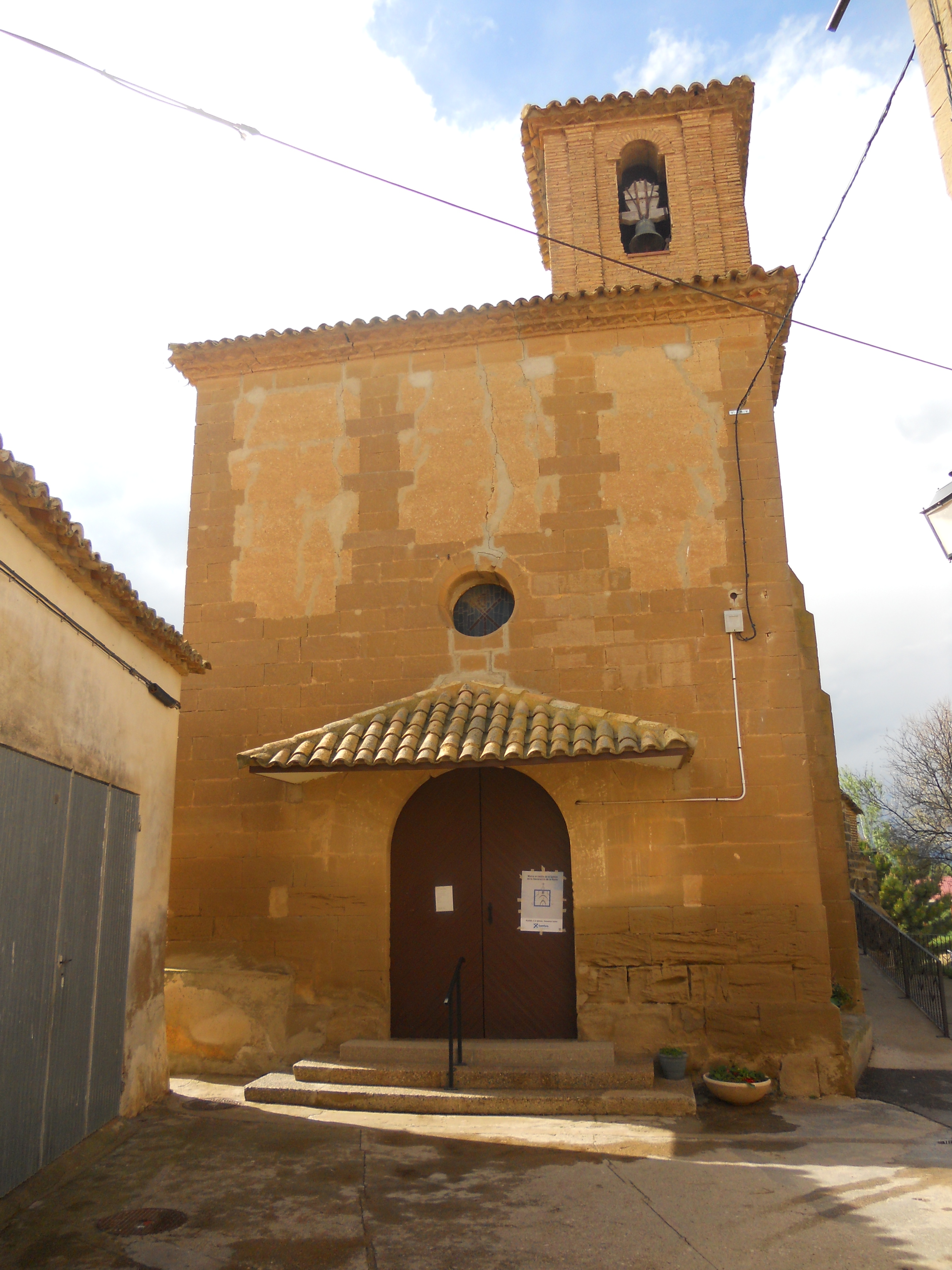
Iglesia de San Esteban en Bellestar del Flumen

El campanario está sobre el tejado del templo, es de planta cuadrada y está construido en ladrillo con cubierta de teja a cuatro aguas. En todos sus frentes se abren vanos de medio punto flanqueados por pilastras.
El alero de la iglesia está realizado con cinco hiladas corridas de ladrillo donde se combinan las dispuestas a tizón y en esquinilla.

#### Historia del bien
Sus orígenes se remontan a la época cristiano medieval cuando fue un castillo militar en el siglo XII, del que actualmente sólo se conservan vestigios. 
Cuentan las crónicas que tras la batalla de Alcoraz se conquistan, entre otros muchos, el castillo de Bellestar del Flumen. En el siglo XV perteneció al convento del Carmen de Huesca, cuyo prior tomaba posesión del señorío con arreglo a las fórmulas de la época
La iglesia es un edificio del siglo XVII. En sus muros se conservan grabados de la guerra Civil Española.

### Frontón
Ubicado junto a la travesía que divide al municipio, está un antiguo frontón restaurado en 2010 por el Ayuntamiento de Huesca 

### Piscina
En el noroeste, a los pies de su iglesia, se encuentra la piscina. Unos 200m2 de vaso y más de 300 de zona verde. si origen se remonta a una antigua balsa de riego que fue transformada por el Ayuntamiento de Huesca en 1996 en una piscina.

### Salón social
Tradicionalmente conocido como "casa del pastor", este edificio de 2 plantas cumple funciones lúdicas y sociales de sus vecinos. Fue reformado en 2005
Además, una de sus salas es utilizada como consultorio médico por el centro de atención primaria "Huesca rural". Y en la planta primera se reúnen periódicamente los miembros de club de radioaficionados, donde disponen de todos los equipos para sus prácticas. Por ello, se puede identificar el edificio por tener una gran antena en su cubierta.

## Entorno
A pocos kilómetros se encuentran lugares destacados como "la cantera", las trincheras de Tierz, "Estrecho Quinto", el aeropuerto "Huesca-Pirineos"